# Champ-Haut
Champ-Haut est une commune française, située dans le département de l'Orne en région Normandie, peuplée de 42 habitants.

## Géographie
La commune est aux confins du pays d'Ouche, du pays d'Auge et de la campagne d'Alençon. Son bourg est à 6 km au nord-est du Merlerault, à 10 km au sud de Gacé et à 10 km à l'est de Sainte-Gauburge-Sainte-Colombe.
La Touques prend sa source au sud du territoire communal.
Le point culminant (321 m) se situe en limite sud, près du lieu-dit le Parc Cardin. Le point le plus bas (220 m) correspond à la sortie du ruisseau des Viviers du territoire, au nord-ouest. La commune est bocagère.
| Lignères      | Orgères                              | Orgères    |
| Lignères      | Champ-Haut                           | Échauffour |
| Le Merlerault | Le Merlerault, Les Authieux-du-Puits | Échauffour |

### Hydrographie
La commune est située dans le bassin Seine-Normandie. Elle est drainée par la Touques, la Maure, le fossé 01 de la Billette et le ruisseau des Viviers,,.
La Touques, d'une longueur de 108 km, prend sa source dans la commune  et se jette  dans la baie de Seine en limite de Trouville-sur-Mer et de Deauville, après avoir traversé 42 communes. 

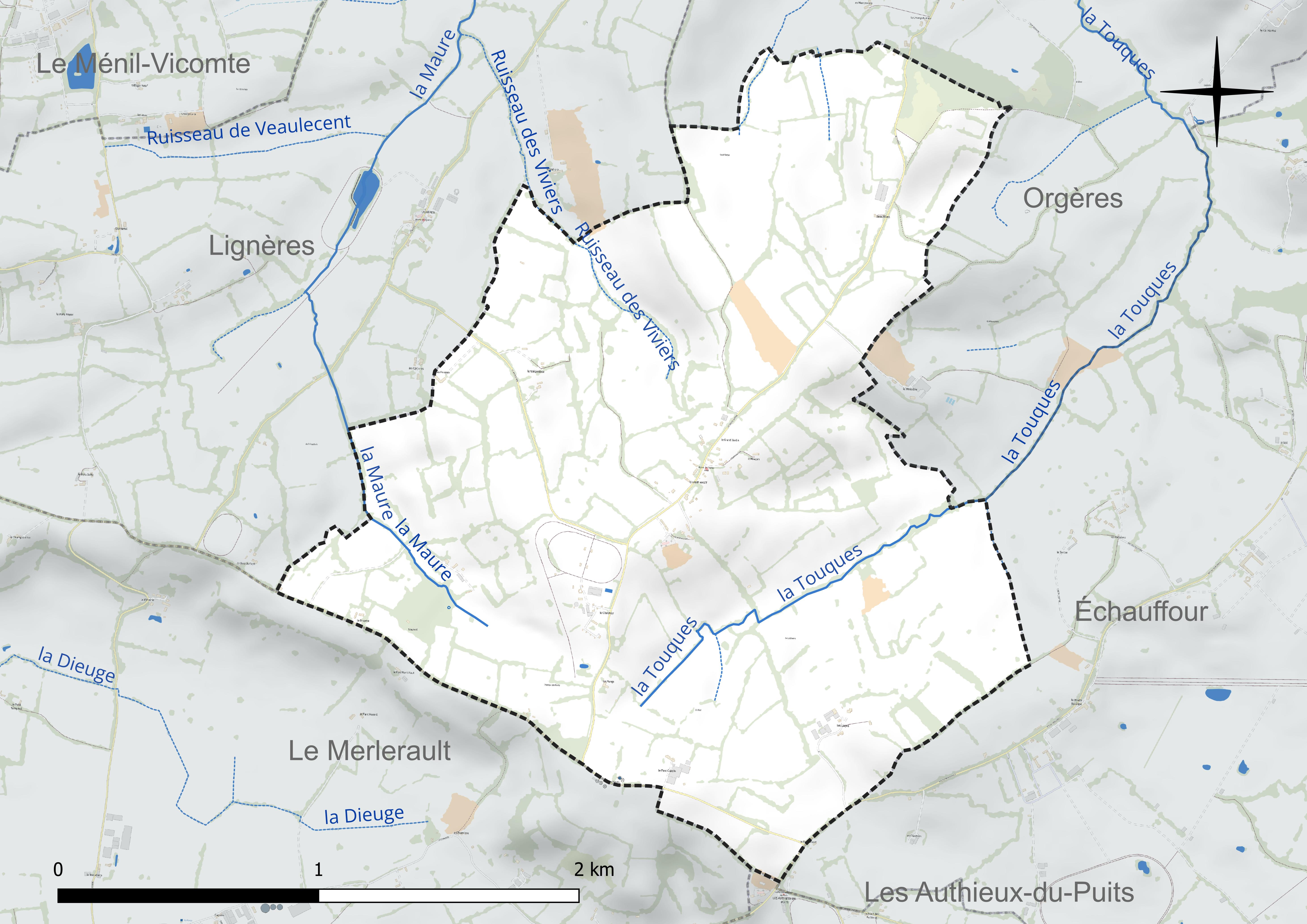
Réseau hydrographique de Champ-Haut.

### Climat
Pour des articles plus généraux, voir Climat de la Normandie et Climat de l'Orne.
En 2010, le climat de la commune est de type climat des marges montargnardes, selon une étude du CNRS s'appuyant sur une série de données couvrant la période 1971-2000. En 2020, Météo-France publie une typologie des climats de la France métropolitaine dans laquelle la commune est dans une zone de transition entre le climat océanique et le climat océanique altéré et est dans la région climatique Normandie (Cotentin, Orne), caractérisée par une pluviométrie relativement élevée (850 mm/a) et un été frais (15,5 °C) et venté. Parallèlement le GIEC normand, un groupe régional d’experts sur le climat, différencie quant à lui, dans une étude de 2020, trois grands types de climats pour la région Normandie, nuancés à une échelle plus fine par les facteurs géographiques locaux. La commune est, selon ce zonage, exposée à un « climat contrasté des collines », correspondant au Pays d'Ouche et au Perche et bénéficiant d’un caractère continental affirmé avec des précipitations atténuées et des amplitudes thermiques fortes.
Pour la période 1971-2000, la température annuelle moyenne est de 10,1 °C, avec une amplitude thermique annuelle de 14 °C. Le cumul annuel moyen de précipitations est de 847 mm, avec 13,4 jours de précipitations en janvier et 8,2 jours en juillet. Pour la période 1991-2020, la température moyenne annuelle observée sur la station météorologique la plus proche, située sur la commune du Merlerault à 4 km à vol d'oiseau, est de 0,0 °C et le cumul annuel moyen de précipitations est de 0,0 mm,. Pour l'avenir, les paramètres climatiques de la commune estimés pour 2050 selon différents scénarios d’émission de gaz à effet de serre sont consultables sur un site dédié publié par Météo-France en novembre 2022.

## Urbanisme

### Typologie
Au 1er janvier 2024, Champ-Haut est catégorisée commune rurale à habitat très dispersé, selon la nouvelle grille communale de densité à sept niveaux définie par l'Insee en 2022.
Elle est située hors unité urbaine et hors attraction des villes,.

### Occupation des sols
L'occupation des sols de la commune, telle qu'elle ressort de la base de données européenne d’occupation biophysique des sols Corine Land Cover (CLC), est marquée par l'importance des territoires agricoles (100 % en 2018), une proportion identique à celle de 1990 (100 %). La répartition détaillée en 2018 est la suivante : 
prairies (90,5 %), terres arables (9,5 %). L'évolution de l’occupation des sols de la commune et de ses infrastructures peut être observée sur les différentes représentations cartographiques du territoire : la carte de Cassini (XVIIIe siècle), la carte d'état-major (1820-1866) et les cartes ou photos aériennes de l'IGN pour la période actuelle (1950 à aujourd'hui).

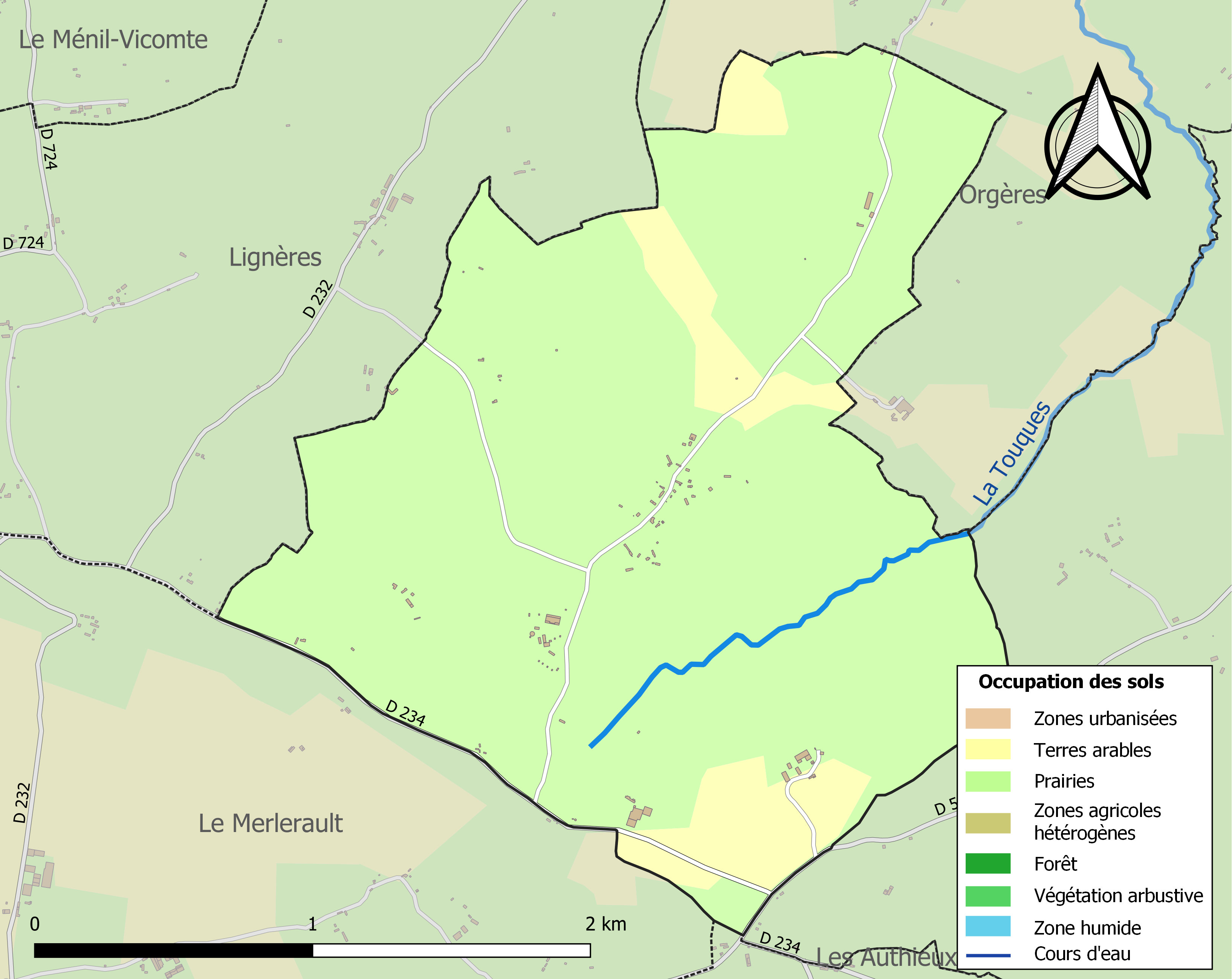
Carte des infrastructures et de l'occupation des sols de la commune en 2018 (CLC).

## Toponymie
Le nom de la localité est attesté sous les formes Camp Haol en 1180 et Champ Hault en 1425. Si Champ est issu sans surprise du latin campus, « champ », « terrain », Haut serait dérivé de l'anthroponyme germanique Hadulf,.
Le gentilé est Campo-Haltien.

## Politique et administration
| Période                                  | Période   | Identité                               | Étiquette | Qualité                                                            |
| ---------------------------------------- | --------- | -------------------------------------- | --------- | ------------------------------------------------------------------ |
| 1846                                     | 1877      | Jean-Louis-Saint Edmée-Edmond de Manne |           | Dramaturge, journaliste, conservateur de la Bibliothèque nationale |
|                                          |           |                                        |           |                                                                    |
| juin 1995                                | mars 2001 | Jean Bertru                            | SE        | Retraité de l'agriculture                                          |
| mars 2001                                | En cours  | André Allain                           | SE        | Agriculteur                                                        |
| Les données manquantes sont à compléter. |           |                                        |           |                                                                    |

Le conseil municipal est composé de sept membres dont le maire et un adjoint.

## Démographie
L'évolution du nombre d'habitants est connue à travers les recensements de la population effectués dans la commune depuis 1793. Pour les communes de moins de 10 000 habitants, une enquête de recensement portant sur toute la population est réalisée tous les cinq ans, les populations de référence des années intermédiaires étant quant à elles estimées par interpolation ou extrapolation. Pour la commune, le premier recensement exhaustif entrant dans le cadre du nouveau dispositif a été réalisé en 2005.
En 2022, la commune comptait 42 habitants, en évolution de −16 % par rapport à 2016 (Orne : −3,21 %, France hors Mayotte : +2,11 %). Champ-Haut a compté jusqu'à 220 habitants en 1841 et 1846.
| 1793 | 1800 | 1806 | 1821 | 1836 | 1841 | 1846 | 1851 | 1856 |
| ---- | ---- | ---- | ---- | ---- | ---- | ---- | ---- | ---- |
| 200  | 184  | 212  | 218  | 218  | 220  | 220  | 195  | 217  |

| 1861 | 1866 | 1872 | 1876 | 1881 | 1886 | 1891 | 1896 | 1901 |
| ---- | ---- | ---- | ---- | ---- | ---- | ---- | ---- | ---- |
| 205  | 186  | 160  | 185  | 155  | 136  | 148  | 122  | 114  |

| 1906 | 1911 | 1921 | 1926 | 1931 | 1936 | 1946 | 1954 | 1962 |
| ---- | ---- | ---- | ---- | ---- | ---- | ---- | ---- | ---- |
| 107  | 86   | 97   | 102  | 88   | 102  | 88   | 79   | 96   |

| 1968 | 1975 | 1982 | 1990 | 1999 | 2005 | 2006 | 2010 | 2015 |
| ---- | ---- | ---- | ---- | ---- | ---- | ---- | ---- | ---- |
| 69   | 62   | 59   | 55   | 54   | 52   | 51   | 50   | 50   |

| 2020 | 2022 | - | - | - | - | - | - | - |
| ---- | ---- | - | - | - | - | - | - | - |
| 44   | 42   | - | - | - | - | - | - | - |

## Lieux et monuments
- Église Saint-Martin (principalement du XIXe siècle), abritant des stalles du XVIIIe et un ensemble autel-retable-tabernacle des XVIIe et XIXe siècles, classés à titre d'objet aux Monuments historiques[30]. Un tableau du XVIIIe (Résurrection du Christ) est également classé.

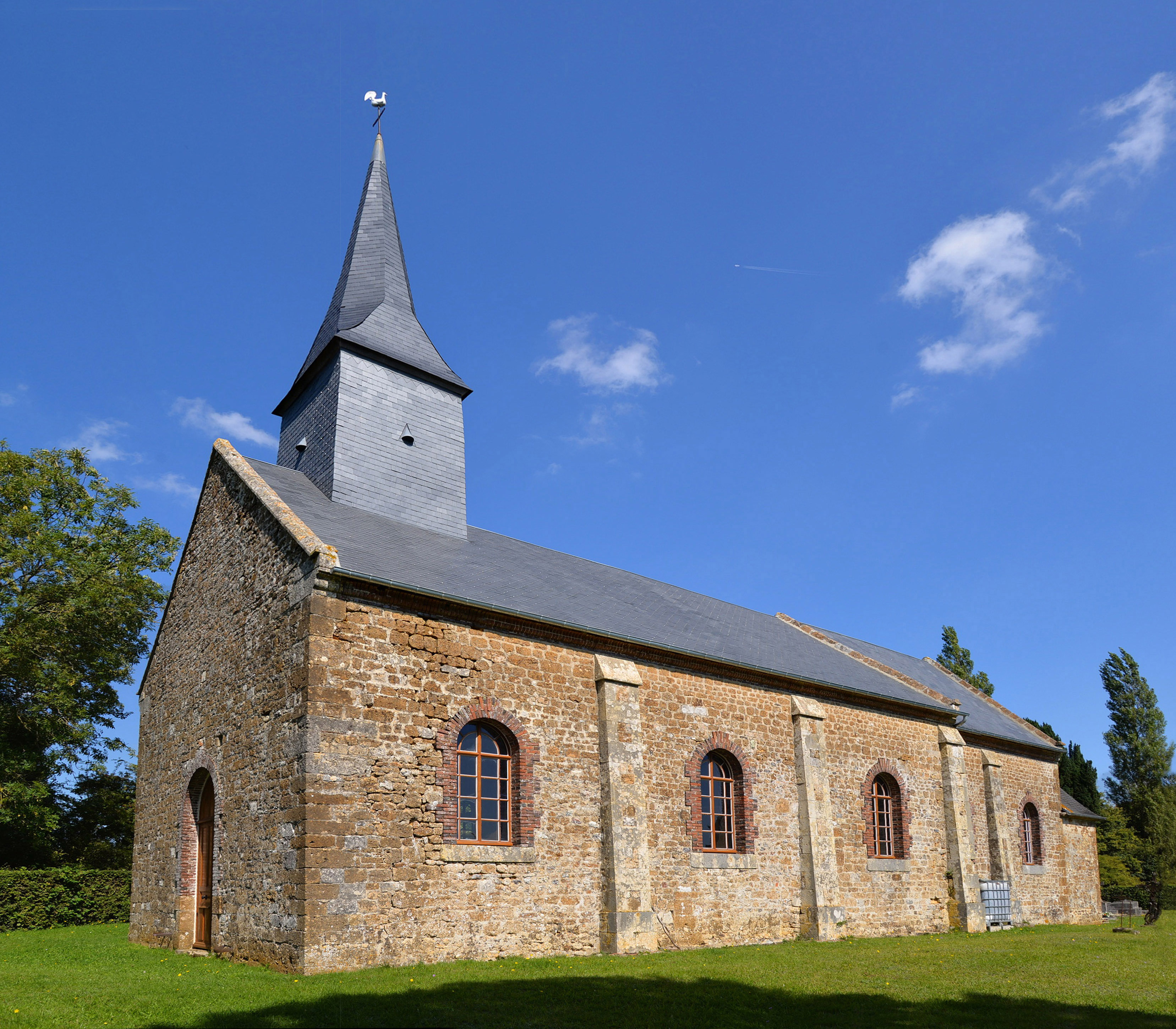
L'église Saint-Martin.
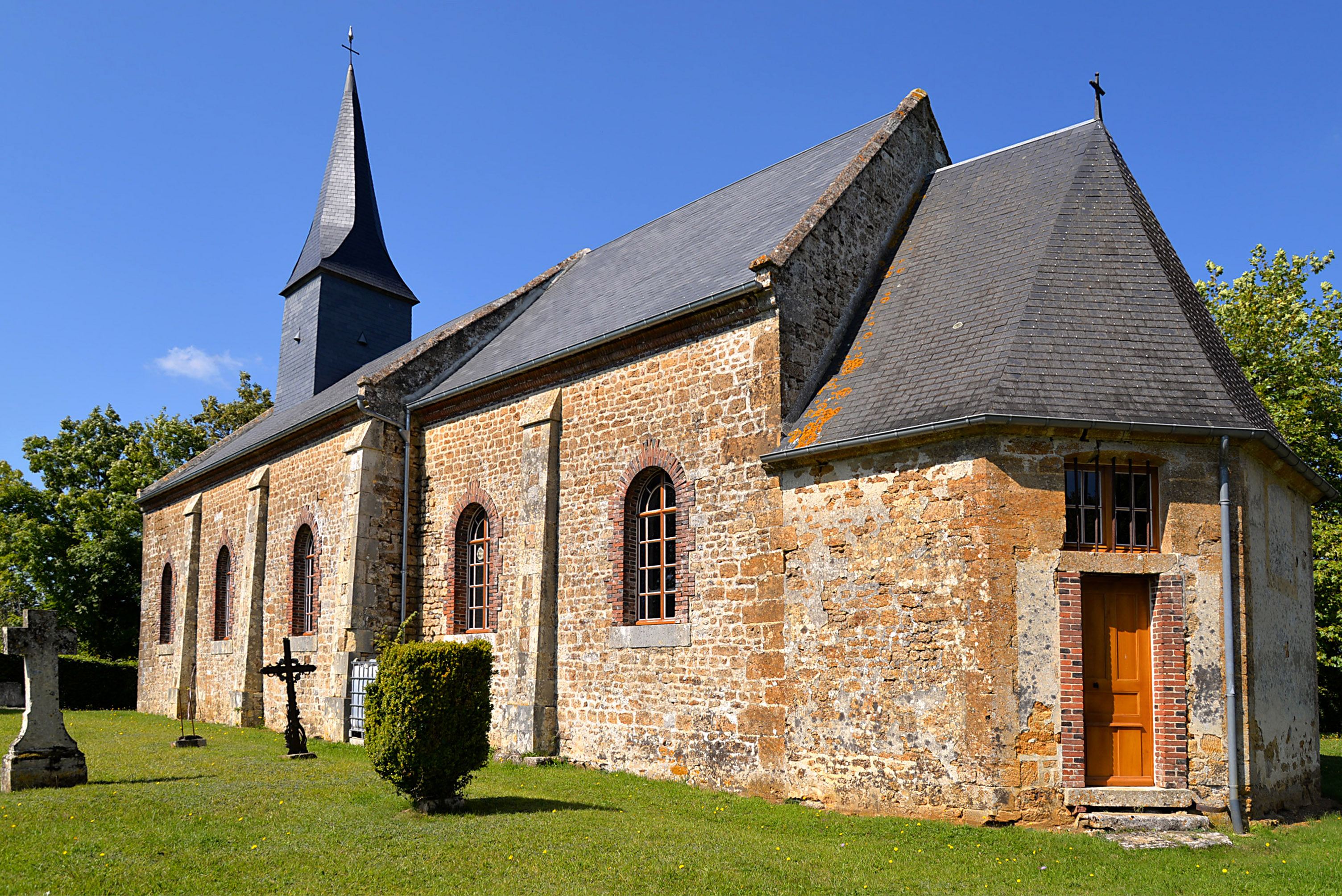
L'église Saint-Martin.

## Personnalités liées à la commune
- Jean-Louis-Saint Edmée-Edmond de Manne (1801-1877), dramaturge, journaliste, conservateur de la Bibliothèque nationale, maire de Champ-Haut, où il est enterré.
- Olivier Metzner (1949-2013), avocat, né à Champ-Haut.
- Jan Krauze (né en 1948), journaliste, écrivain et éleveur de chevaux à Champ-Haut.